# Stenolophus incultus
Stenolophus incultus är en skalbaggsart som beskrevs av Thomas Casey. Stenolophus incultus ingår i släktet Stenolophus och familjen jordlöpare. Inga underarter finns listade i Catalogue of Life.